# Chthonius cavicola
Chthonius cavicola är en spindeldjursart som beskrevs av Giulio Gardini 1990. Chthonius cavicola ingår i släktet Chthonius och familjen käkklokrypare. Inga underarter finns listade i Catalogue of Life.